# Viviendo con las estrellas
Viviendo con las estrellas fue un reality show argentino conducido por Marcelo Polino, que se transmitió de lunes a viernes a las 20:30 por el canal América. Diez participantes desconocidos inicialmente entraron a la producción. La premisa del concurso consistía en que los participantes convivieran con famosos locales las 24 h del día.

## Producción
El programa se estrenó el 7 de enero de 2014 por América. Varias figuras de la farándula (Moria Casán, Aníbal Pachano, Fabián Doman, Mónica Farro, Nazarena Vélez, Iliana Calabró, Georgina Barbarossa, Carmen Barbieri, Federico Bal, Cinthia Fernández, José María Muscari y Vicky Xipolitakis) abrieron por primera vez las puertas de su casa de verano, e invitaron a vivir con ellos a diez participantes, dándoles una oportunidad única de descubrir sus secretos y, al mismo tiempo, de recibir el mejor entrenamiento para ser famosos.
Viviendo con las estrellas es el programa que da la posibilidad de convertir a un aspirante en el futuro conductor de su propio programa o en un destacado notero. Marcelo Polino, un periodista destacado del espectáculo, junto a reconocidas estrellas hacen ese sueño realidad.
Carmen Barbieri, Georgina Barbarossa y Federico Bal originalmente formaban parte de estas figuras pero posteriormente renunciaron debido a problemas con el formato del ciclo.

## Equipo del programa
- Presentador: Marcelo Polino.

Los participantes son evaluados por un jurado integrado por:
- Marcela Tauro
- Laura Ubfal
- Rodrigo Lussich
- Carlos Sciacaluga
- Gastón Trezeguet

## Participantes
| Participante                                                         | Famosos                                        | Resultado                                         | Resultado anterior                                 | Nominaciones |
| -------------------------------------------------------------------- | ---------------------------------------------- | ------------------------------------------------- | -------------------------------------------------- | ------------ |
| Matías Vázquez Actor.                                                | Nazarena Vélez Moria Casán                     | Ganador                                           |                                                    | 3            |
| Daniela Katz Periodista.                                             | Fabián Dóman Iliana Calabró Aníbal Pachano     | 2.º Lugar                                         | 7.ª Eliminada Por no ser reconfirmada por Iliana   | 3            |
| Julián Anzoategui Periodista.                                        | Moria Casán Nazarena Vélez                     | 3.º Lugar                                         |                                                    | 5            |
| Annalisa Santi Estudiante.                                           | Vicky Xipolitakis Fabián Doman                 | 11.ª Eliminada                                    | 6                                                  |              |
| Rodrigo Bonanni Periodista.                                          | Mónica Farro                                   | 10.º Eliminado                                    | 1                                                  |              |
| Mariana Dahbar Periodista y productora.                              | Iliana Calabró Mónica Farro                    | 9.ª Eliminada                                     | 5.ª Eliminada Por no ser reconfirmada por Mónica   | 1            |
| Anabel Schafer Exparticipante de ¿Quién quiere casarse con mi hijo?. | Aníbal Pachano Vicky Xipolitakis Fabián Doman  | 8.ª Eliminada                                     | 6.ª Eliminada Por no ser reconfirmada por Victoria | 2            |
| Paulo Malarino Periodista                                            | Aníbal Pachano Mónica Farro Geogina Barbarossa | 4.º Eliminado                                     | 1.º Expulsado Por abandono de Georgina             | 3            |
| Melani Richi Periodista                                              | José María Muscari                             | 3.ª Eliminada                                     |                                                    | 1            |
| Iván Orduña Modelo                                                   | Cinthia Fernández                              | 2.º Eliminado Por no ser reconfirmado por Cinthia | 0                                                  |              |
| Diego Romero Actor                                                   | Carmen Barbieri y Federico Bal                 | 1.º Eliminado                                     | 1                                                  |              |

## Tabla de eliminación
|                          | #1            | #2             | #3            | #4             | #5               | #6              |
| ------------------------ | ------------- | -------------- | ------------- | -------------- | ---------------- | --------------- |
| Nominados por compañeros | Analissa      | Analissa Paulo | Julian        | Anabel Matias  | Mariana          | Matias Rodrigo  |
| Nominados por jurado     | Diego Paulo   | Melani Julian  | Paulo Anabel  | Analissa       | Analissa Daniela | Julian Analissa |
| Nominados extras         | Sin nominados | Sin nominados  | Sin nominados | Julian Daniela | Sin nominados    | Sin nominados   |
| Eliminados               | Diego 78%     | Melani 38%     | Paulo 54%     | Anabel 53%     | Mariana 76%      | Rodrigo 60%     |